# 弗朗茨·布吕诺
弗朗茨·布吕诺（德語：Franz Brünnow，1821年11月18日—1891年8月20日）是一位19世纪的德国天文学家。1831年他进入柏林大学，学习数学、物理、天文、哲学、化学和语言学六个专业，1842年获得天文学博士学位。1854年，他出任美国密歇根大学的底特律天文台首位台长，也是密歇根大学历史上第一位拥有博士学位的教员。他和哈佛大学天文台的本杰明·皮尔斯认为是美国现代天文学的创始人。阿萨夫·霍尔、查尔斯·奥古斯都·杨、克利夫兰·阿贝和詹姆士·沃森等天文学家都是他的学生。